# Malvern Hills District
Malvern Hills ist ein District in der Grafschaft Worcestershire in England, der nach der Landschaft Malvern Hills benannt ist. Verwaltungssitz ist die Stadt Malvern. Weitere bedeutende Orte sind Brixworth und Tenbury Wells.
Der Bezirk wurde am 1. April 1998 gebildet, als die 1974 geschaffene Grafschaft Hereford and Worcester wieder in Herefordshire und Worcestershire getrennt wurde. Er ist aus Teilen der Distrikte Malvern Hills und Leominster zusammengesetzt, die ihrerseits ebenfalls 1974 entstanden waren. Der Rest gelangte zu Herefordshire.
Koordinaten: 52° 11′ N, 2° 20′ W